# Forever Young (chanson d'Alphaville)
Pour les articles homonymes, voir Forever Young.
Singles de Alphaville
Sounds Like a Melody
(1984) Jet Set
(1985)
Forever Young est le troisième single du groupe Alphaville, sorti le 21 septembre 1984. La chanson est issue de l'album homonyme. Le titre connaît un grand succès.

## Histoire de la chanson
Sortie en 1984 à l'apogée de la guerre froide, en plein débat sur l'installation de missiles Pershing II face aux SS-20 soviétiques, et alors que le mouvement écologique faisait une percée politique en Allemagne, la chanson évoque la jeunesse, le temps qui passe, la peur de l'avenir, le risque nucléaire, etc.
Forever Young connaît un grand succès, notamment en Europe, devenant une chanson phare d'Alphaville. Elle a été reprise dans des albums collector du groupe, par des artistes indépendants, a fait l'objet de remixes, et a aussi été utilisée par des publicitaires.
En 2023, Salvatore Adamo en fait par exemple une adaptation en français, dans son album In French Please ! sous le titre Jeune à jamais. Il en fait une méditation sur le temps qui passe et sur le désir animant un artiste interprétant des chansons populaires, se dévoilant un peu dans ce texte en français.

## Extraits des paroles
Let's dance in style,

Let's dance for a while

Heaven can wait,

We're only watching the skies

Hoping for the best

But expecting the worst

Are you going to drop the bomb or not ? 

Let us die young or let us live forever

We don't have the power

But we never say never

Sitting in a sandpit,

Life is a short trip

The music's for the sad men

(...)

## Liste des titres
- 45 tours
  1. Forever Young — 3:45
  2. Welcome to the Sun — 3:09

- Maxi 45 tours
  1. Forever Young (Special Dance Version) — 6:06
  2. Forever Young — 3:45
  3. Welcome to the Sun — 3:09

## Classements et certifications
| Classement (1984)                      | Meilleure position |
| -------------------------------------- | ------------------ |
| Afrique du Sud (Springbok Radio)       | 7                  |
| Allemagne (GfK Entertainment)          | 4                  |
| Belgique (Flandre Ultratop 50 Singles) | 22                 |
| Canada (RPM 100 Singles)               | 62                 |
| États-Unis (Billboard Hot 100)         | 65                 |
| États-Unis (Hot Dance Club Songs)      | 32                 |
| France (SNEP)                          | 13                 |
| Italie (FIMI)                          | 3                  |
| Norvège (VG-lista)                     | 3                  |
| Pays-Bas (Nederlandse Top 40)          | 18                 |
| Pays-Bas (Single Top 100)              | 19                 |
| Royaume-Uni (UK Singles Chart)         | 98                 |
| Suède (Sverigetopplistan)              | 1                  |
| Suisse (Schweizer Hitparade)           | 3                  |

| Pays                    | Certification | Date       | Unités certifiées |
| ----------------------- | ------------- | ---------- | ----------------- |
| Allemagne(BVMI)         | Or            | 1993       | 250 000           |
| Danemark (IFPI Danmark) | Or            | 03/2020    | 45 000            |
| Espagne (Promusicae)    | Platine       | 01/2024    | 60 000            |
| Italie (FIMI)           | Platine       | 2024       | 100 000           |
| Royaume-Uni (BPI)       | Or            | 26/07/2024 | 400 000           |

## Reprises
La chanson a été reprise par des artistes aux styles très différents. On peut citer :
- Laura Branigan en 1985 sur l'album Hold Me.
- DJ Panda dans un style de Trance type dream.
- Gregorian sur la compilation Best of 1990-2010.
- Le chanteur tchèque Karel Gott l'a reprise en Allemand, intitulée Für immer jung[23], un an après avoir composé une version tchèque de la chanson, nommée Být stále mlád (Navždy mlád)[24];
- Le groupe de rock indépendant australien Youth Group la reprend en 2006 pour la bande originale de la série télévisée Newport Beach. Le single se classe en tête des ventes en Australie et 7e en Nouvelle-Zélande[25].
- Le groupe de death metal allemand Atrocity en 2008 sur l'album Werk 80 II.
- Le rappeur Jay-Z en collaboration avec Mr Hudson, sous le titre Young Forever, en 2010.
- Tangerine Dream en 2010 sur l'album Under Cover - Chapter One.
- Le groupe One Direction, dans The X Factor (Royaume-Uni) en 2010.
- Le groupe Imagine Dragons, durant leur tournée Smoke + Mirrors Tour, en 2015.
- La chorale de l'école St-John's international school (Bruxelles), qui a repris cette chanson à l'occasion du film "Les gamins" (2013), qui est aujourd'hui l'une des reprises les plus connues.
- Kim Wilde en 2011 sur l'édition spéciale de l'album Snapshots.
- Salvatore Adamo en fait une adaptation en français en 2023, dans son album In French Please ! en 2023, sous le titre Jeune à jamais. Il en adapte le thème, en en faisant une sorte de méditation autobiographique[2].
- En 2024, Alphaville propose une nouvelle version de la chanson remixée par David Guetta et chantée en duo avec Ava Max  .
- La chanteuse Dua Lipa, durant sa tournée Radical Optimism Tour, en 2025.

## Dans la culture populaire
La chanson est présente dans le film Rock'n Roll de Guillaume Canet (2017), dans la dernière scène.
La chanson est citée dans le livre de Melissa da Costa, les douleurs fantômes 
Dans Stranger Things la chanson est écoutée en boucle et même chantée par un des jeunes personnages 